# Antonieta Rivas Mercado
María Antonieta Rivas Mercado Castellanos (Mexico-Stad, 28 april 1900 - Parijs, 11 februari 1931) was een Mexicaans schrijfster, feministe en intellectueel.
Rivas Mercado kwam uit een aanzienlijke familie, haar vader was de architect Antonio Rivas Mercado. Rivas Mercado behoorde tot de kring van Mexicaanse intellectuelen en kunstenaars die de Mexicaanse cultuur na de Mexicaanse Revolutie een nieuwe richting gaven. Op 19-jarige leeftijd huwde zij Albert Edward Blair en ging zij in de Verenigde Staten wonen, maar hun huwelijk werkte niet goed, daar Rivar Mercado bekendstond om haar moderne en vooruitstrevende opvattingen, terwijl Blair conservatief was. Zij kregen een zoon maar na drie jaar huwelijk keerde zij terug naar Mexico. Zij bleven nog jarenlang twisten over hun kind.
In 1929 was Rivas Mercado een van de belangrijkste organisatoren van de presidentscampagne van José Vasconcelos, die uiteindelijk na fraude de verkiezingsoverwinning werd ontnomen. Rivas Mercado ontvluchtte het land naar New York en later naar Parijs. In 1931 pleegde ze zelfmoord door zich met Vasconcelos' pistool in de Notre Dame door het hoofd te schieten.
Haar leven is in 1982 verfilmd door de Spaanse regisseur Carlos Saura in de film Antonieta, waarin haar rol gespeeld wordt door Isabelle Adjani.

## Werken
- 87 Cartas de Amor y otros papeles (1975)
- Correspondencia (2005)
- El Diario de Burdeos (2014)
- Obras (2018)

- Bibliothèque nationale de France: cb12125353n (data)
- Gemeinsame Normdatei: 119533227
- International Standard Name Identifier: 0000 0000 3237 9052
- Library of Congress Control Number: n82116434
- Nederlandse Thesaurus van Auteursnamen: 143107410
- Système universitaire de documentation: 029681545
- Virtual International Authority File: 4963976
- WorldCat: E39PBJdWPgCgvjmKQXjX84RtKd